# Bystan
Bystan (The Boondocks i original) var en amerikansk dagspresserie skapad av Aaron McGruder 1997. Denna satiriska humorserie handlar om de två afroamerikanska bröderna Huey och Riley som, tillsammans med sin farfar, flyttat från ett ghettoområde i Chicago till förorten Woodcrest, nästan enbart bestående av vit, övre medelklass.
Från hösten 2003 till sommaren 2004 tecknades serien av Jennifer Seng. Därefter tog Carl Jones över, som senare blev producent till den animerade serien. McGruder kvarstod som författare under hela seriens gång.

## Satir och kritik
I serien skildrar McGruder i ett mikroperspektiv förhållandet mellan den vita och den svarta befolkningen i USA. Serien är känd för sina kontroversiella, politiska uttalanden och för sin starka kritik mot bland annat Bushadministrationen och Hollywood. Många skådespelare som Vivica Fox, Mario Van Peebles och Cuba Gooding Jr. kritiserades för sina dåliga, eller stereotypa roller.

## TV-serie
År 2005 animerades serien och hade premiär i Sverige 6 mars 2006. Sedan dess har ytterligare en säsong haft premiär i USA och Kanada, och en tredje är i produktion. Ingen information om Viasat har köpt rättigheterna till säsong två finns just nu[när?] tillgänglig.